# Zondereigen
Zondereigen is een dorpje gelegen in België in het noorden van de provincie Antwerpen. Het behoort tot de gemeente Baarle-Hertog dat buiten Zondereigen voornamelijk bestaat uit Belgische enclaves binnen Nederlands grondgebied. Zondereigen heeft een oppervlakte van 4,78 km² (zowat twee derde van de totale oppervlakte van de gemeente Baarle-Hertog) en telde in 2006 429 inwoners. 
Zondereigen is een schoolvoorbeeld van een plattelandsdorp zoals je dat in de Kempen ziet. Hoewel Zondereigen in bestuurlijke zin niet zo heel groot is, is de begrenzing parochieel groter. Bestuurlijk wordt de grens gevormd door de Rijksgrens met Baarle-Nassau en de gemeentegrenzen met Hoogstraten, Merksplas, Turnhout en Ravels. Een deel van de grenzen is bepaald door de Noordermark, een rivier die uiteindelijk uitmondt in de Mark.
Parochieel is Zondereigen groter. De gehuchten van Merksplas Geheul, Lipseinde, Heikant en Strikkeweg behoren tot de parochie van Zondereigen. De gehuchten Gel en Ginhoven behoren ook tot de parochie van Zondereigen, maar vallen ook onder het bestuur van Baarle-Hertog. Binnen de grenzen van Zondereigen bevindt zich een enclave van Baarle-Nassau, dat echt in het Belgische land ligt. Het is een onbewoonde enclave op ongeveer 1 kilometer afstand ten noordwesten van Zondereigen, bij Ginhoven. De zeven andere Nederlandse enclaves liggen ingesloten in het dorp Baarle door Belgische enclaves.
De kern van Zondereigen bestaat uit twee straten die bij de kerk elkaar kruisen. Het dorp ligt tussen twee riviertjes, het Merkske in het noorden en de Noordermark in het zuiden.

## Etymologie
De herkomst van de naam Zondereigen is redelijk moeilijk te verklaren. Er zijn verschillende verhalen die de herkomst van Zondereigen verklaren.
Een van de verklaringen is dat Hertog Hendrik I van Brabant het land uitzondert en voor zichzelf houdt. Zondereigen zou dan ongeveer tegelijkertijd hebben bestaan als de enclaves van Baarle-Hertog die in 1198 zijn ontstaan. Zondereigen zou dan afkomstig zijn van "Uitgezonderde eigen grond".
Een andere verklaring is, is dat het land Zondereigen door de landheer was geschonken aan de Abdij van Tongerlo. Zondereigen zou dan afkomstig zijn van "Afgezonderde eigen grond".
Een Baarlese geschiedschrijver noemt het dorp een Bijzonder eigen domein.
Soms wordt er melding gemaakt van Zonderhaagen. Hierbij moet sprake zijn van een schrijfwijze, in dialect werd het uitgesproken als Zonderaage. Op de Frickskaart van 1712, waar militaire wegen worden weergegeven, wordt "Sonderhaghe aikelbos" geschreven op een weg tussen Castelré en Baarle-Hertog. Militaire verbindingen gingen soms dwars door de heide omdat ze op een heerbaan schadevergoedingen moesten betalen als er schade was.
De Legende van Gelmel beweert dat de naam zonder eigenaar betekent, nadat de heer Gelmel het gebied had verlaten, nadat hij in 910 was vertrokken naar het Heilige Land, omdat hij de Heer van Weelde had gedood.
Nu wordt er als grap ook nog gebruikt Zonder(eigen) winkel.

## Geschiedenis
Reeds in de 13de eeuw wordt melding gemaakt van een historische grenssteen, de Witte Kei, die er kwam tussen de dorpen Zondereigen, Merksplas en Wortel .
In 1251 ontstond er een ruzie tussen inwoners die aan weerszijden van Zondereigen wonen. Boeren uit Weelde stalen zes karrenvrachten hooi dat oogstklaar was gemaakt door de boeren uit Merksplas. Het geschil liep hoog op, en de klacht van de Merksplasse boeren kwam zelfs terecht bij Hendrik III van Brabant. Schout Zimarus de Castro van Markgraafschap Antwerpen kreeg de opdracht om de zaak te regelen. Hij was door de Hertog naar de omgeving gestuurd om samen met zes inwoners van Merksplas en omgeving de gemeentegrenzen van de gemeenten in het gebied te bepalen. Een van deze personen was Henricus (de Bogaerde) van Sonderheighe. Dit is de oudste schriftelijke vermelding van Zondereigen. Het dorp heeft in 2001 deze gebeurtenis aangegrepen voor het 750-jarig bestaan.
De gelovigen uit Zondereigen in de Middeleeuwen moesten in Baarle naar de kerk. De ruim vijf kilometer wandeling door ongebaande wegen naar Baarle ging ze steeds meer tegenstaan. In 1464 vroegen en kregen ze een eigen kapel. De parochieheilige van deze kapel was Sint-Rumoldus. De geloofsgemeenschap bleef wel gebonden aan de moederkerk in Baarle.
In 1700 en in 1734 deed Zondereigen tot tweemaal toe een vergeefse poging om een zelfstandige parochie te worden. Pas in 1818 kreeg de kapelaan van Zondereigen wat meer bevoegdheden, maar het zou nog tot 1842 duren voordat Zondereigen een zelfstandige parochie had. De bouw van de Sint-Rumolduskerk was in 1859 voltooid op de plaats waar voorheen de kapel had gestaan. Van deze kerk bleef weinig over toen Zondereigen op 2 oktober 1944 bevrijd werd van de bezetter. Het beeld van Sint-Rumoldus bleef gespaard. Ter gelegenheid van de viering van het 750-jarig bestaan van Zondereigen werd de kerk grondig gerestaureerd.

## Trivia
Ter gelegenheid van het 750-jarig bestaan maakte zanger Guido Belcanto het liedje Zondereigen.

## Bezienswaardigheden
- De Sint-Rumolduskerk
- Een hoeve
- De Onze-Lieve-Vrouw van Vlaanderenkapel
- Herdenkingsbord Vliegtuigcrash Zondereigen
- De dodendraad

## Afbeeldingen

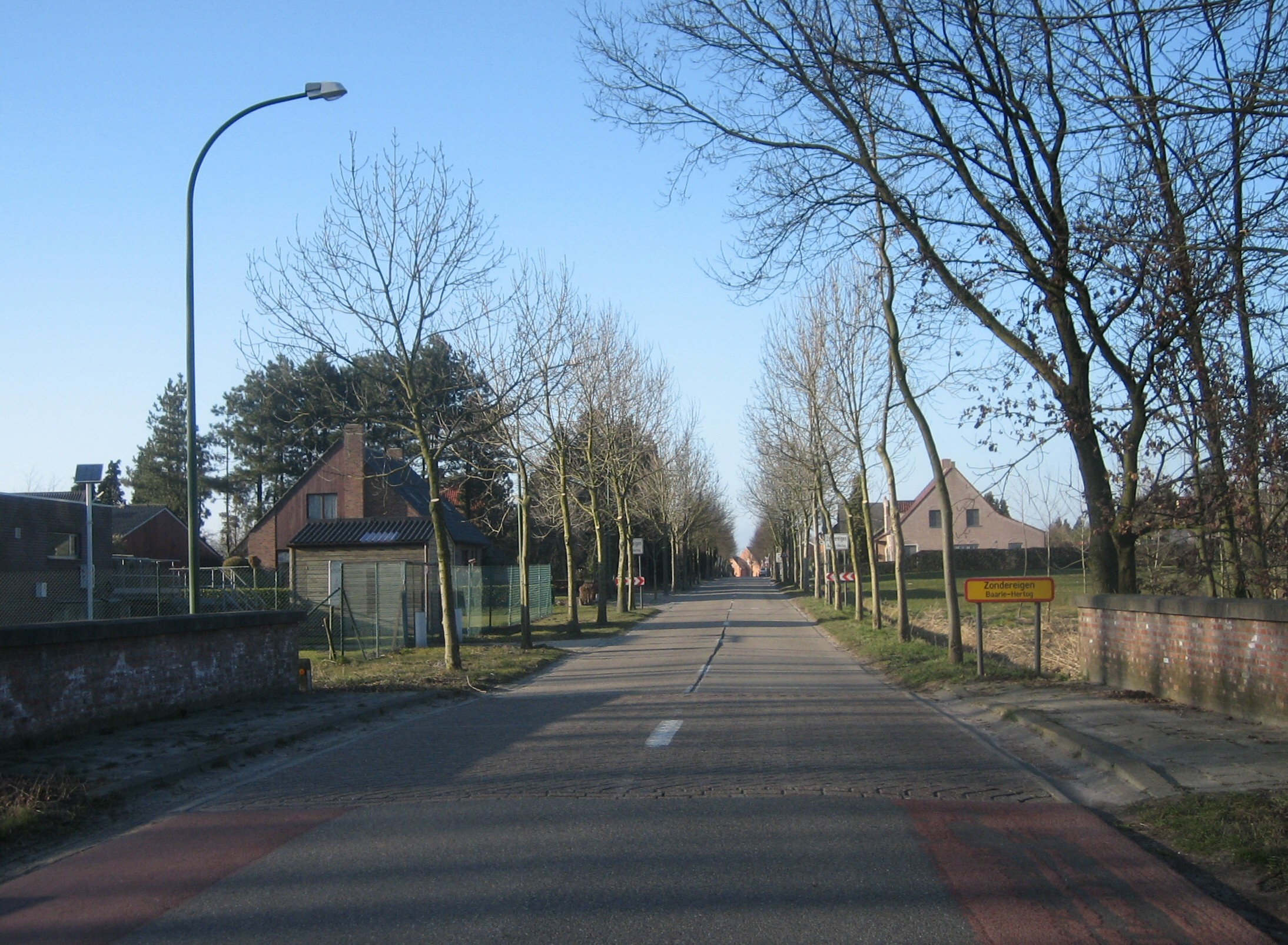
Komend vanuit het zuiden
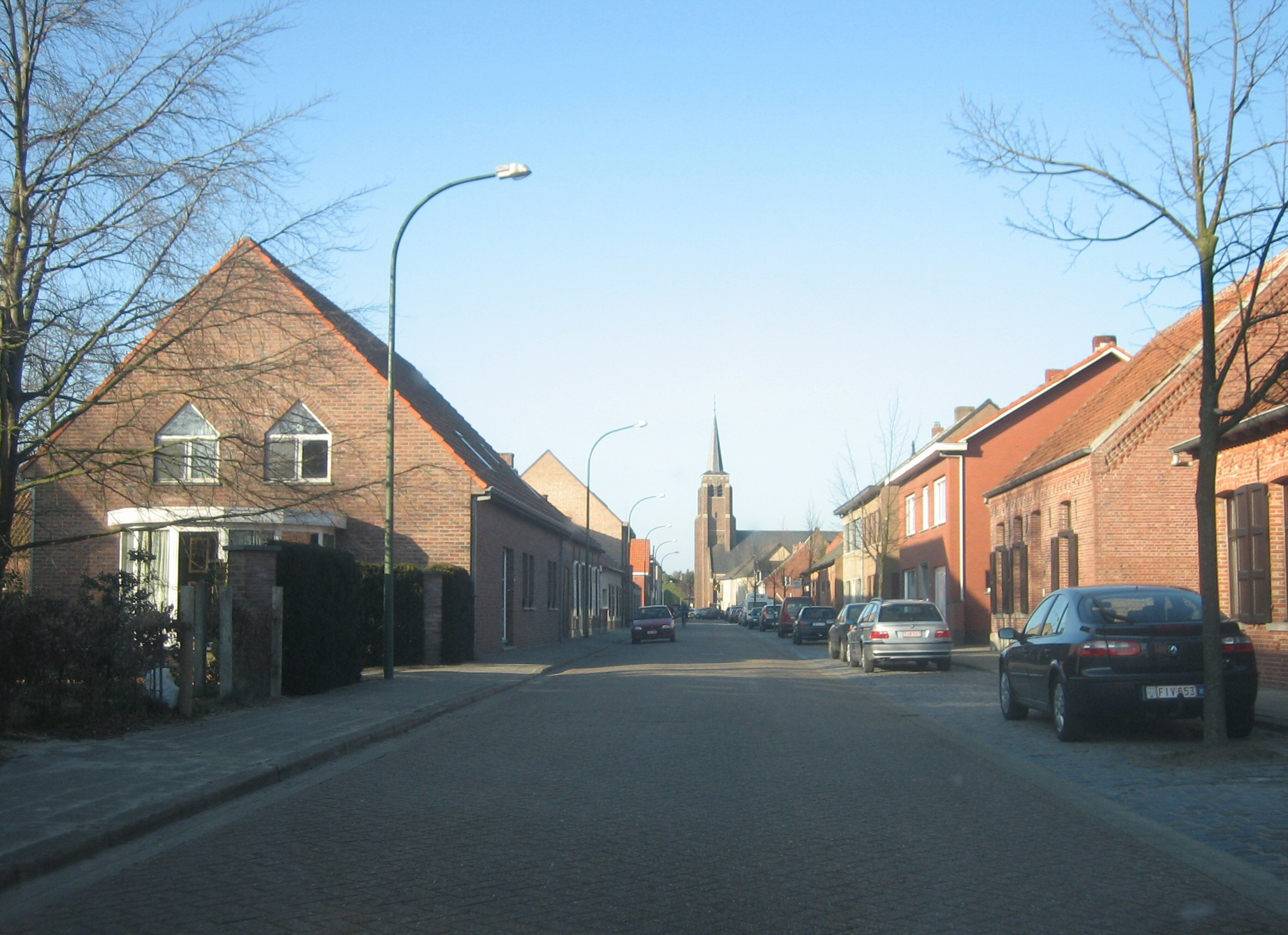
Doorgaande weg
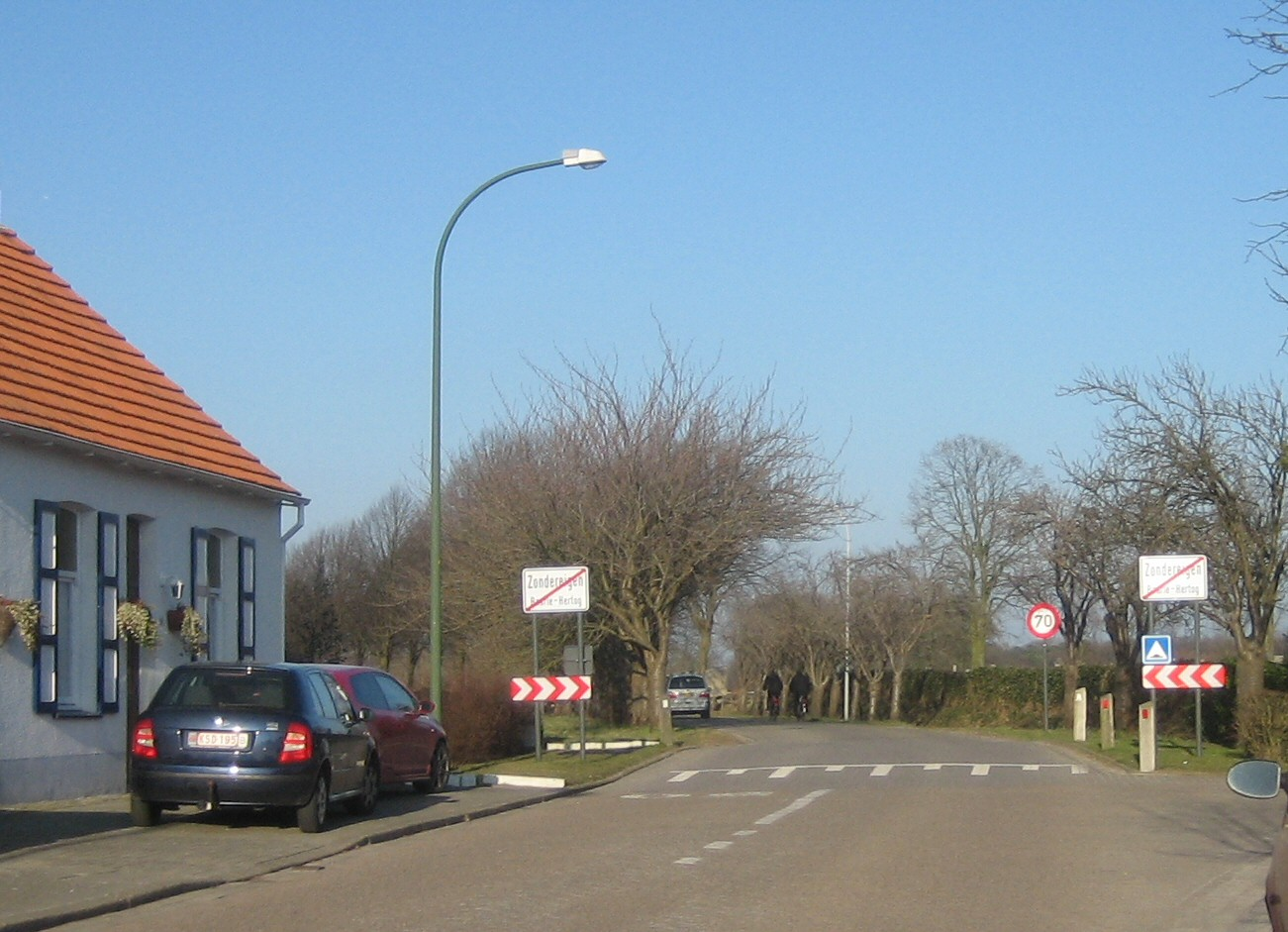
Gaand naar het noorden
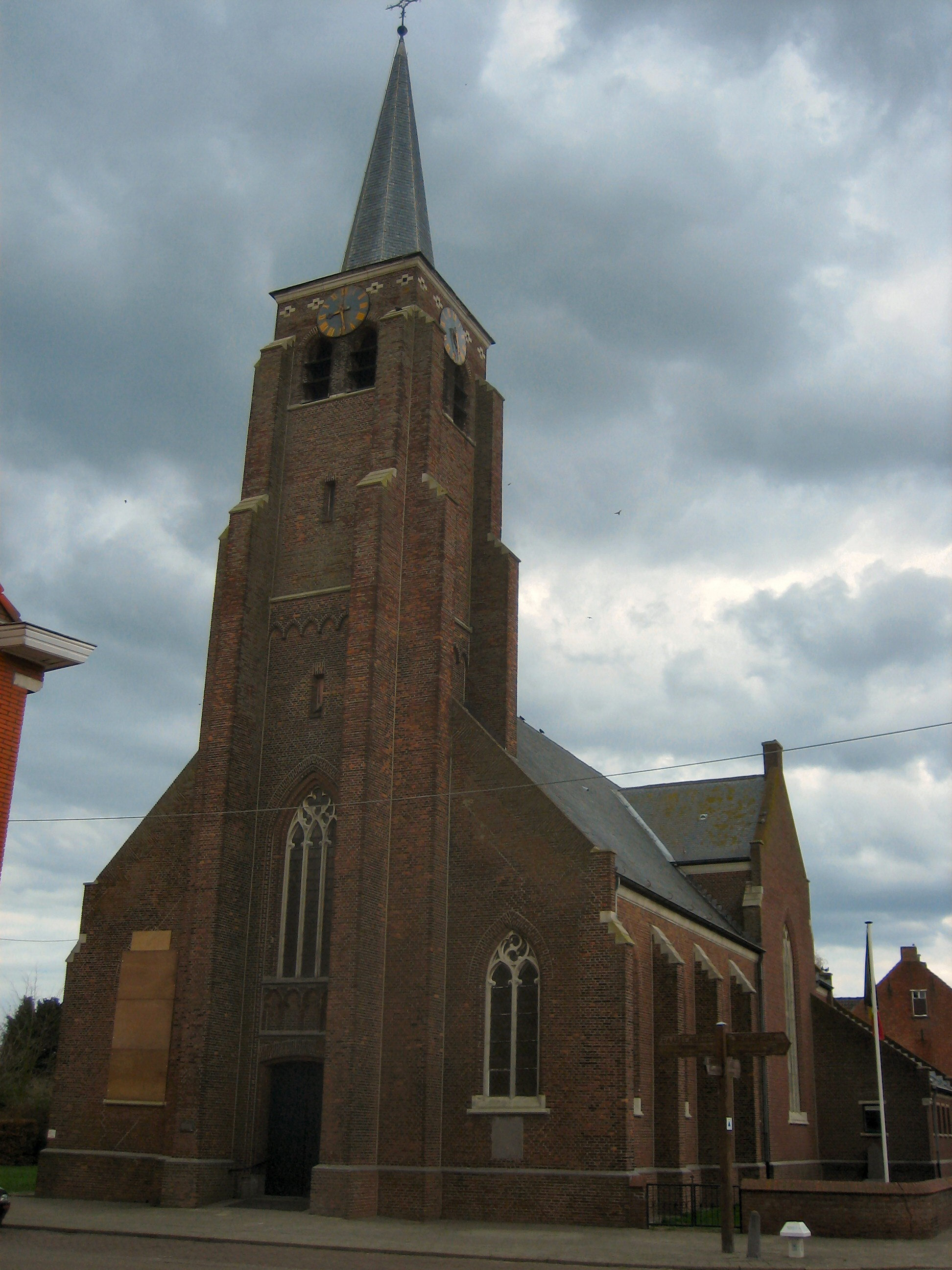
Sint-Rumolduskerk
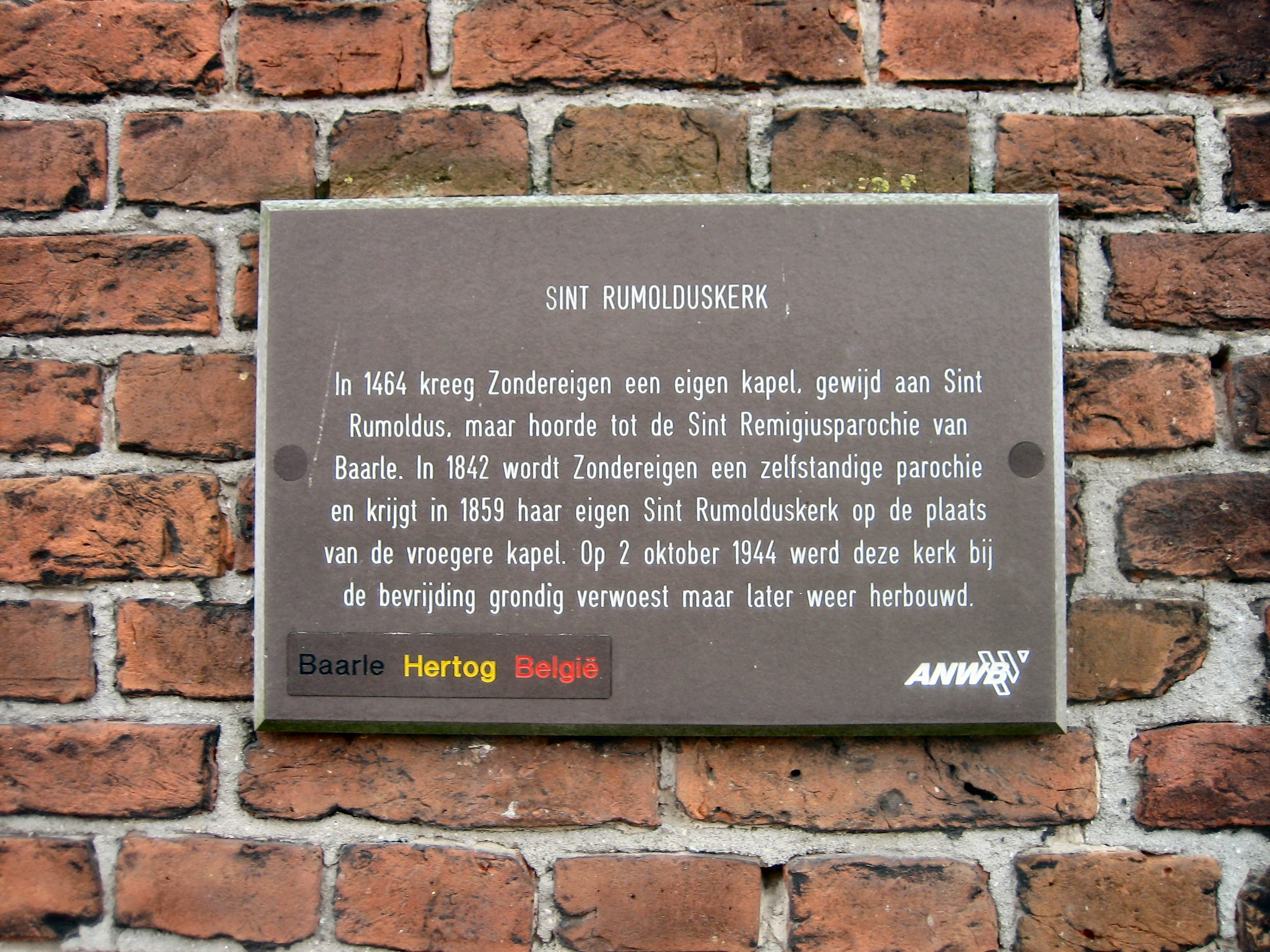
Informatiebord op de kerk
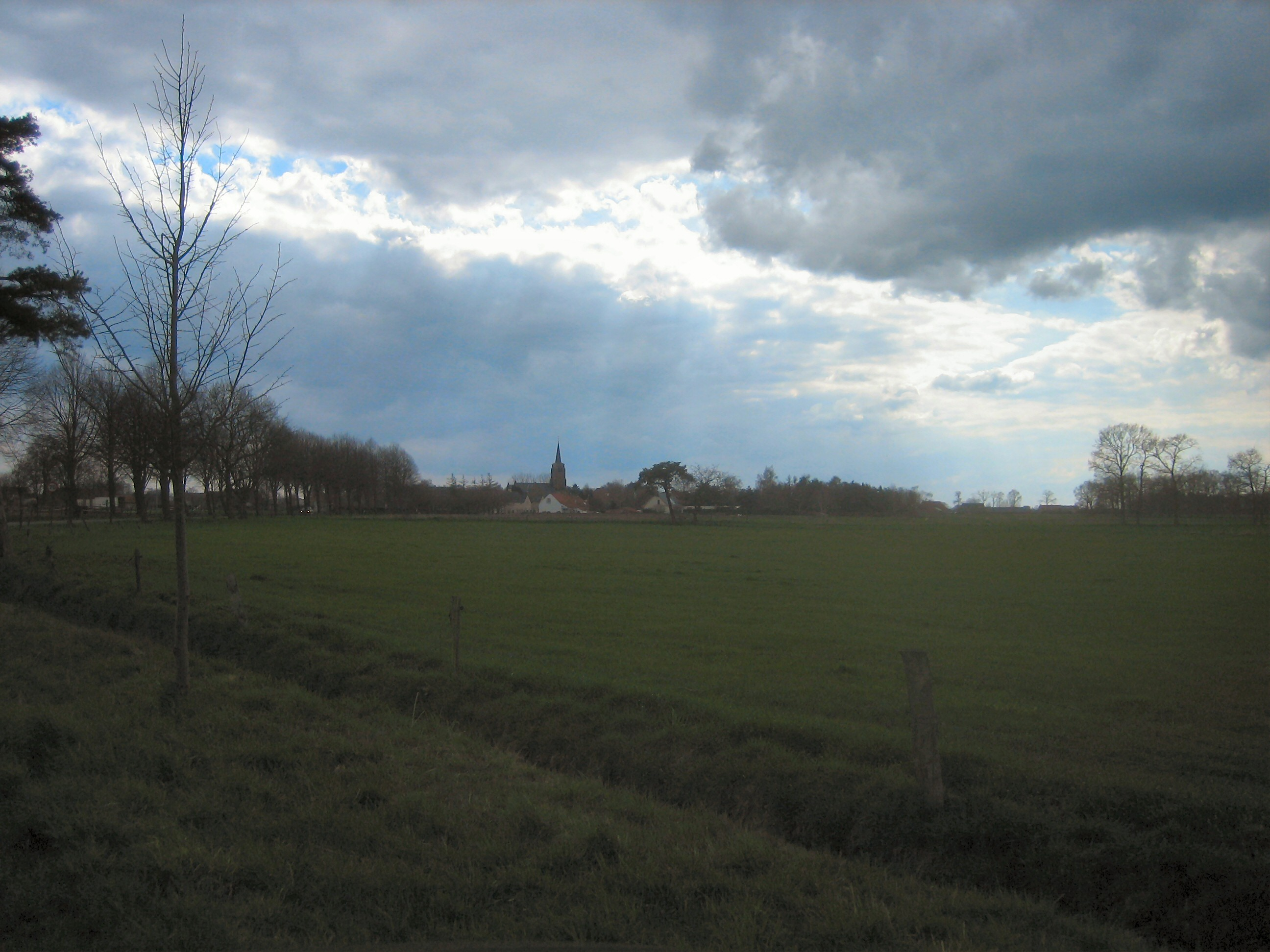
Zondereigen, gezien vanaf het noorden
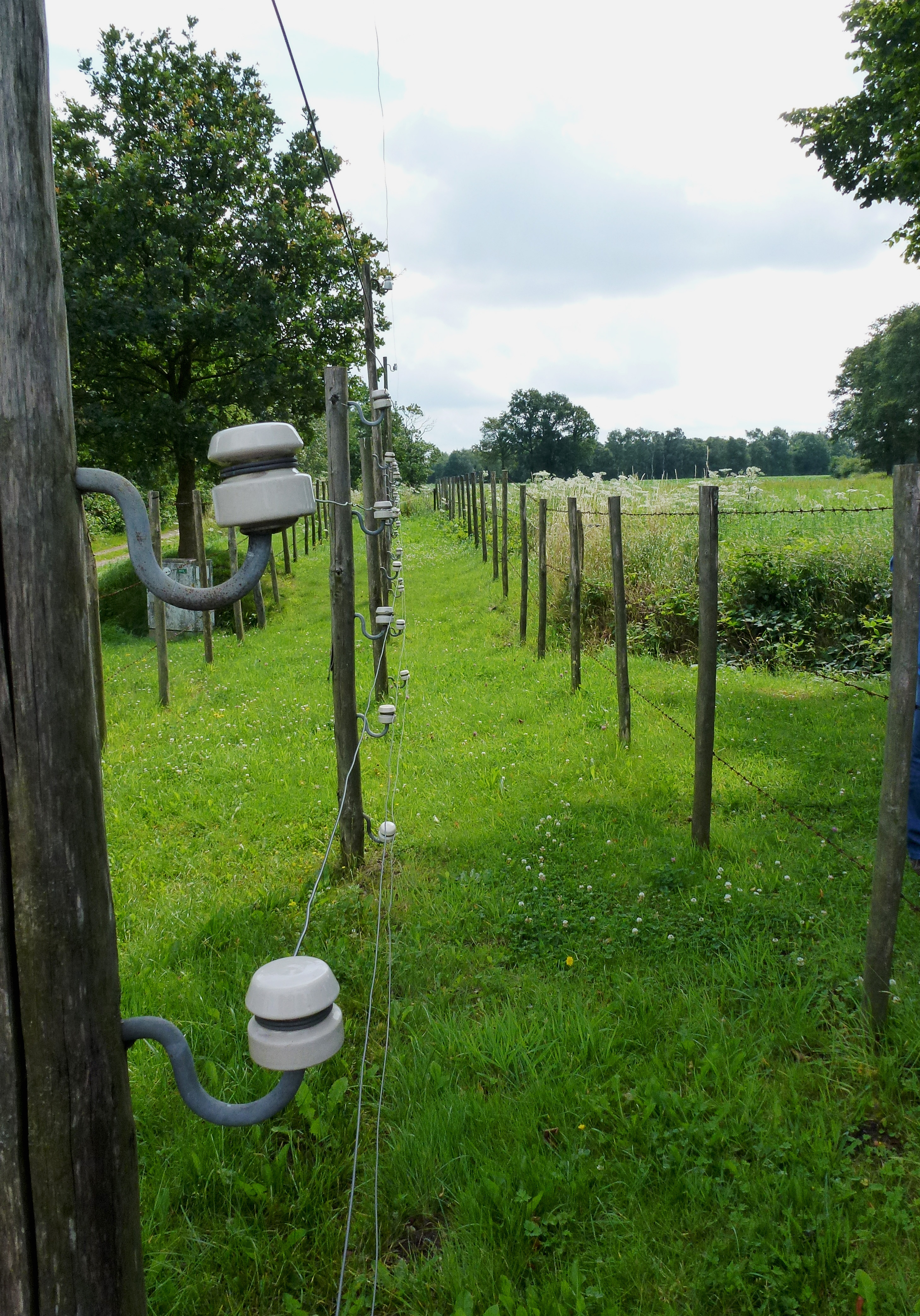
Vredesmonument De Dodendraad
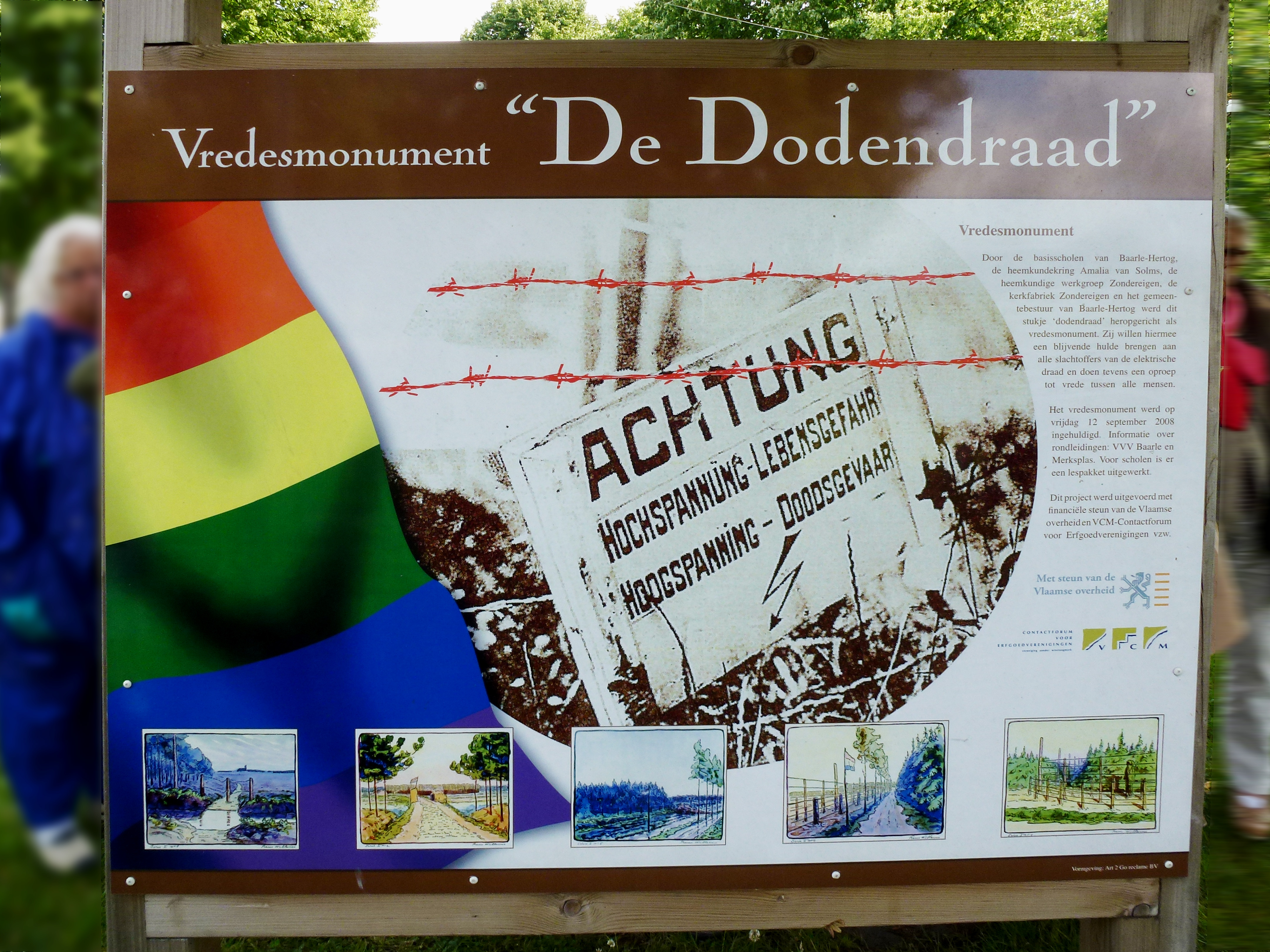
Informatiebord, Vredesmonument De Dodendraad

## Nabijgelegen kernen
Baarle-Hertog, Merksplas, Weelde-Station